# Nicola Salerno
Nicola Salerno (* 11. März 1910 in Neapel; † 22. Mai 1969 in Mailand), auch als Nisa bekannt, war ein italienischer Liedtexter und Zeichner.

## Leben
In der zweiten Hälfte der 1930er-Jahre zog Nicola Salerno nach Mailand. Er begann seine Karriere als Zeichner, beispielsweise von Covers verschiedener neapolitanischer Musikstücke.
Hernach arbeitete er mit Gino Redi zusammen: La bambola rosa (1937), Tango del mare (1939), Oi Marì (1941), La strada del bosco (1942) und Notte e dì (1942) sind so entstanden.
In der Nachkriegszeit war Eulalia Torricelli (1946) sein erster Erfolg. Das Lied erzählt in humorvoller Weise von einer unglücklichen Liebesgeschichte zwischen einem betuchten Mädchen aus Forlì und einem Jungen namens Giosuè.
Nisa schrieb auch Klassiker wie Acque amare (1953), Accarezzame (1954) und Guaglione, welches auf dem Festival di Napoli 1956 gewann.
1955 schlug der Direktor der Edizioni musicali Radio Record Ricordi, Mariano Rapetti, Nisa und Renato Carosone eine Zusammenarbeit für einen Radiowettbewerb vor. Nisa erschien bei Carosone mit drei zu vertonenden Texten, von denen einer mit Tu vuò fa’ l’americano betitelt war. Letzterer inspirierte Carosone derartig, dass er sofort begann, einen Boogie-Woogie zu komponieren. Der in einer Viertelstunde entstandene Song wurde ein Welterfolg. Dies war der Beginn einer glücklichen und produktiven Zusammenarbeit. Oft genügte ein kleiner Anstoß von Carosone und Nisa dachte sich eine unterhaltsame Geschichte aus. Einige ihrer bekanntesten Stücke sind: O suspiro, Torero, Caravan petrol, Pigliate ’na pastiglia sowie O sarracino.
In den 1960ern nahm Nisa am Sanremo-Festival etwa mit È vero (1960), Non ho l’età (per amarti) (1964, Gewinner des Eurovision Song Contest 1964) und La musica è finita (1967) teil.

## Wichtige Werke
Im Folgenden sind einige Stücke aufgelistet, deren Text von Nicola Salerno verfasst wurde.
- 1937 – La bambola rosa für Crivel (Musik von Gino Redi)
- 1939 – Tango del mare für Oscar Carboni (Musik von Gino Redi)
- 1946 – Eulalia Torricelli (mit Gino Redi) für Gigi Beccaria (Musik von Dino Olivieri)
- 1959 – Serafino campanaro für Adriano Celentano (Musik von Mansueto Deponti)
- 1964 – Vous permettez Monsieur? für Salvatore Adamo (französischer Text und Musik von Salvatore Adamo)
- 1964 – Non voglio nascondermi für Salvatore Adamo (französischer Text und Musik von Salvatore Adamo)
- 1964 – Cade la neve für Salvatore Adamo (französischer Text und Musik von Salvatore Adamo)
- 1964 – Lascia dire für Salvatore Adamo (französischer Text und Musik von Salvatore Adamo)
- 1966 – Un ragazzo di strada für I Corvi (Musik von Annette Tucker und Nancie Mantz)
- 1967 – Sospesa a un filo (mit Franco Califano) für I Corvi (Musik von Annette Tucker und Nancie Mantz)